# Шапка, Кестутис Альбертович
Кестутис Альбертович Шапка (род. 15 ноября 1949, Вильнюс) — советский легкоатлет (прыжки в высоту), чемпион и призёр чемпионатов СССР и Европы, участник летних Олимпийских игр 1972 года, Заслуженный мастер спорта СССР (1971).

## Биография
Увлёкся лёгкой атлетикой в 1964 году. Выпускник Вильнюсского педагогического института. В 1970-1975 годах был членом сборной команды СССР. В 1980-е годы — начальник отдела лёгкой атлетики Спорткомитета Литовской ССР. Заслуженный тренер Литовской ССР.

## Спортивные результаты
- Лёгкая атлетика на летней Спартакиаде народов СССР 1971 года —  (2,17 м);
- Чемпионат СССР по лёгкой атлетике в помещении 1971 года —  (2,17 м);
- Чемпионат СССР по лёгкой атлетике в помещении 1972 года —  (2,20 м);
- Чемпионат СССР по лёгкой атлетике 1972 года —  (2,21 м);
- Чемпионат СССР по лёгкой атлетике 1974 года —  (2,23 м);

На летних Олимпийских играх 1972 года в Мюнхене занял 12 место.